# Atividade não comercial
Atividade não comercial refere-se a uma atividade ou entidade que em algum sentido não envolve comércio, pelo menos em comparação com atividades similares que têm objetivo ou ênfase comercial.
Exemplo: rádios comunitárias sem propagandas são tipicamente organizações sem fins lucrativos formada por voluntários.[carece de fontes?]
Algumas licenças Creative Commons incluem uma opção "não comercial", controversa na definição e na aplicação.
Samory Santos, ao analisar a expressão nestas licenças Creative Commons, apontou esta que possui descompasso com a legislação brasileira. Para o autor, com a adoção da teoria da empresa, seria mais adequado a utilização do termo "sem vantagem empresarial", em vez de "não comercial". Na interpretação específica deste tipo de licença, haveria se levar em consideração as circunstâncias da formação destes tipos de licença, inseridos no Movimento Cultura Livre. Assim, as restrições de uso devem ser lidas de forma mais restritiva. Somente as atividades que estão intrinsecamente associadas a atividade econômica da organização empresária, como a publicidade e produção, poderiam ser considerados vedados.